# 오타 준야
오타 준야(일본어: 太田順也, Ohta Junya, 1977년 3월 18일 ~)는 일본의 게임 제작자로, 동방 프로젝트의 원작자이다. 별칭은 ZUN이며, 한때 타이토에서 근무하기도 했다. 동방 프로젝트 정규 5번째 작품인 《동방괴기담 ~ Mystic Square》까지는 ZUN 명의로 작품을 발매하다가, 6번째 작품인 《동방홍마향 ~ the Embodiment of Scarlet Devil》부터는 상하이 앨리스 환악단 명의로 발매하기 시작했다.

## 같이 보기
- 동방 프로젝트
- 상하이 앨리스 환악단